# Eclipsa de Soare din 29 mai 1919

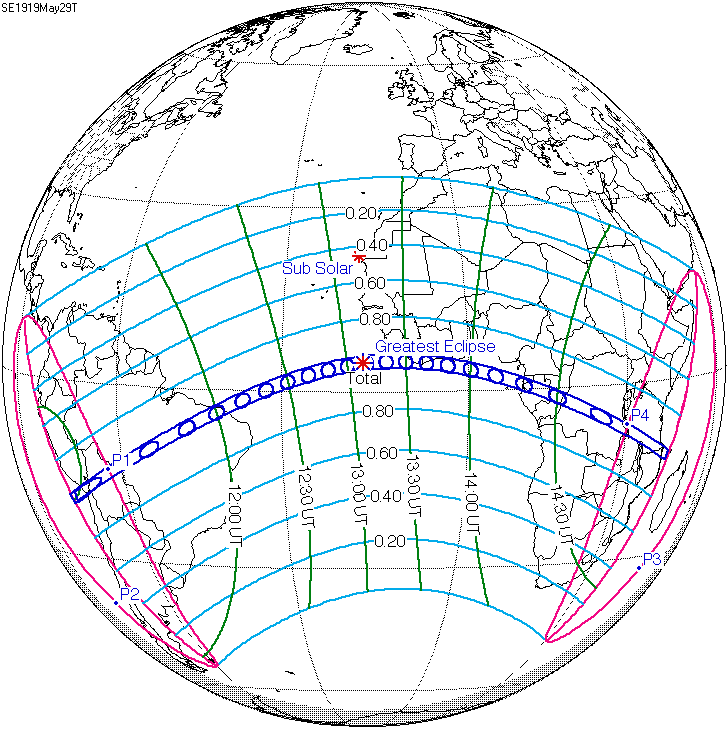
Harta eclipsei generale

Eclipsa de Soare din 29 mai 1919 a fost totală. 
S-a produs în urmă cu 105 ani, 300 zile

## Parcursul eclipsei

Eclipsa de Soare din 29 mai 1919 reconstituită după clișeele lui Eddington.

Cu o durată maximă de 6 minute și 51 de secunde, eclipsa a fost cea mai lungă eclipsă totală de Soare de la eclipsa de Soare din 27 mai 1416. O eclipsă totală mai lungă a fost cea din 8 iunie 1937. 
Eclipsa totală din 29 mai 1919 a fost vizibilă de pe un coridor care a traversat centrul Braziliei, Atlanticul, Africa Centrală și Africa de Est. 
Eclipsa a fost vizibilă parțial dintr-o bună parte a Americii de Sud și a Africii.

## „Eclipsa Relativității Generale”

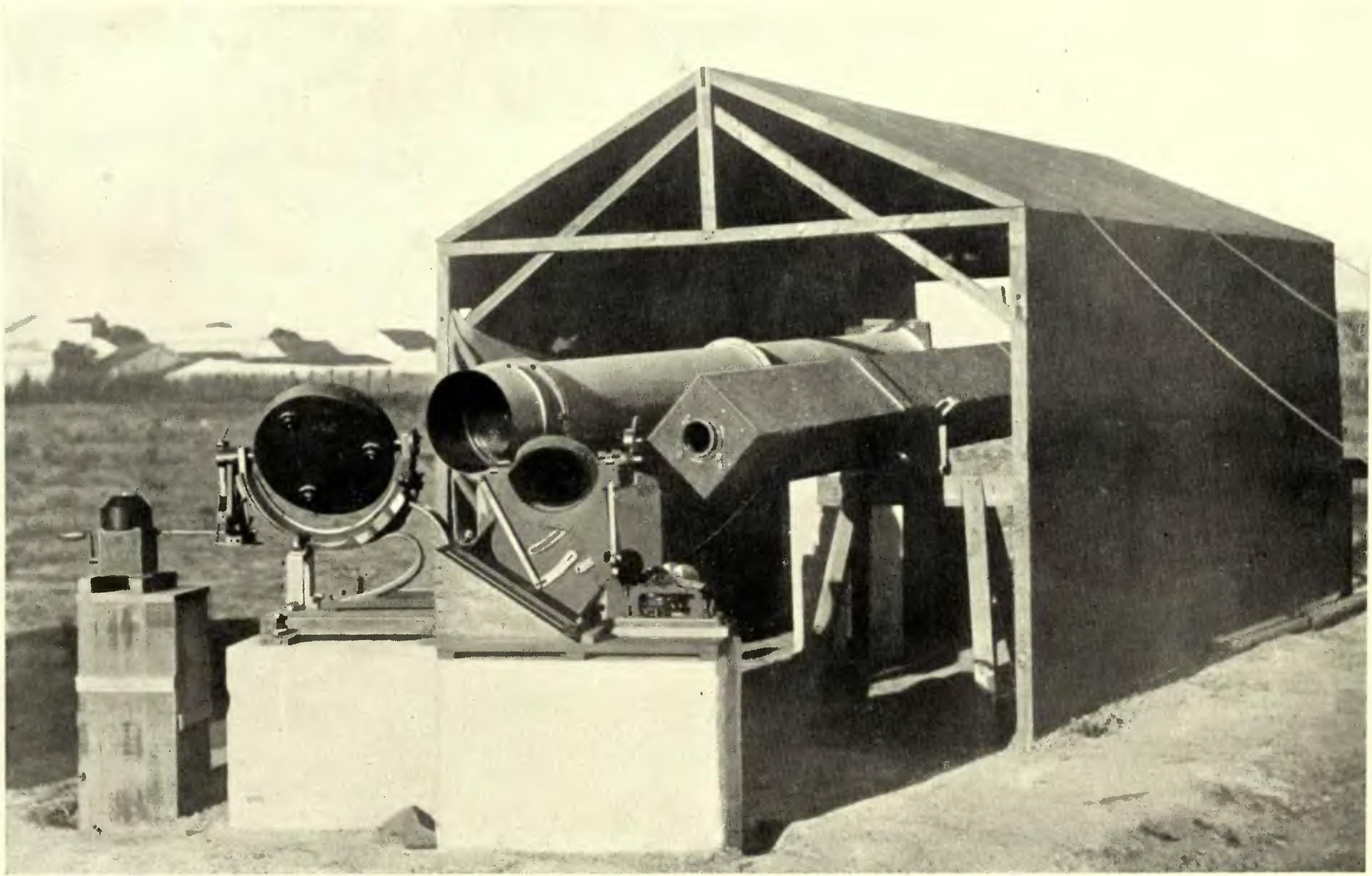
Instrumente utilizate de Eddington în timpul eclipsei.

Eclipsa a fost fotografiată, în timpul unei experiențe deosebite, de către expediția organizată de Arthur Eddington în insula Principe.
Experiența viza măsurarea poziției stelelor situate în apropierea Soarelui cu scopul de a verifica dacă exista, cu adevărat, un efect de lentilă gravitațională, așa cum se prezisese de relativitatea generală a lui Albert Einstein. De atunci, acest fenomen astronomic este denumit „Eclipsa lui Einstein” sau „Eclipsa Relativității Generale”.
Experiența, estimată ca doveditoare, în pofida unei mari incertitudini asupra măsurătorilor (doar Eddington măsurase o deviere, a unei valori care este cu mult diferită de aceea obținută prin calcul), este considerată drept un experimentum crucis al relativității generale. Experimente posterioare, efectuate într-un mod mai precis, au dat rezultate mai conforme cu teoria.